# Rafael Ceballos Escalera
Rafael Cevallos Escalera fou un militar espanyol. Fou general espanyol, cap d'estat major de l'exèrcit del Nord el 1836, durant la primera guerra carlina, prestà valuosos serveis a la causa liberal. Fou assassinat l'any següent pels seus soldats a Miranda de Ebro durant una sublevació militar.